# Савостьян, Ольга Сергеевна
Ольга Сергеевна Савостьян (род. 20 октября 1982) — белорусская футболистка, вратарь. Выступала за сборную Белоруссии.

## Биография
В первой половине карьеры выступала в клубах чемпионата Белоруссии. В чемпионате Белоруссии по мини-футболу среди женских команд 2003 года выступала в составе «Белкард» (Гродно), признана лучшим вратарём турнира. В 2004 году играла за «Бобруйчанку», клуб в том сезоне вошёл в восьмёрку сильнейших команд Европы. Спустя два года, в 2007 году спортсменка снова выступала за «Бобруйчанку». В 2010 году играла в высшей лиге Белоруссии за клуб «Виктория-86» (Брест), также выходила на поле в играх Кубка страны за «Викторию» (Вороново). В 2011—2012 годах была основным вратарём клуба «Нива-Белкард»/«Неман» (Гродно).
С начала 2013 года играла в высшем дивизионе России за клуб «Мордовочка». Дебютный матч в российском чемпионате провела 4 июня 2013 года против азовской «Дончанки» (3:0). Всего за три неполных сезона сыграла 11 матчей в высшей лиге России.
Выступала за сборную Белоруссии. В отборочных турнирах чемпионата Европы сыграла первый матч 25 мая 2004 года против Казахстана (2:0). Вызывалась в национальную сборную до середины 2010-х годов. В отборочном турнире ЧМ-2015 провела один матч, пропустив 6 голов от сборной Англии.